# Parthenoxylon pruinosum
Parthenoxylon pruinosum là loài thực vật có hoa trong họ Nguyệt quế. Loài này được (Nees) Blume miêu tả khoa học đầu tiên năm 1851.